# ProMusa
ProMusa, ou « programme mondial pour l'amélioration des Musa »,  est une plate-forme regroupant des scientifiques et d'autres parties prenantes afin de faciliter l'échange d'informations et de connaissances sur la banane. Il est géré par Bioversity International, grâce au financement du Groupe consultatif pour la recherche agricole internationale (CGIAR).

## Histoire
ProMusa a été lancé en 1997 par la Banque mondiale et le Réseau international pour l'amélioration de la banane et de la banane (INIBAP) sous la forme d'un programme mondial visant à coordonner et perfectionner les recherches sur l'amélioration de la banane. Son objectif était d'augmenter les interactions entre les phytopathologistes et les sélectionneurs de bananiers, peu nombreux dans le monde, afin de maximiser les résultats de la sélection et d'accélérer les effets concrets des efforts d'amélioration de la banane.
Au début, le programme a eu cinq groupes de travail thématiques interdépendants (amélioration génétique, fusariose, maladies de Sigatoka, nématodes et virus), coordonnés par un secrétariat qui était assuré par l'INIBAP.
Il était dirigé par un comité de pilotage et supervisé par un groupe de soutien composé des principaux donateurs et parties prenantes.
En 2006, le programme a été réorganisé en trois groupes de travail (cultures agricoles, protection des cultures et amélioration des cultures). Depuis 2006, ProMusa assure également la structure de base de la section sur les bananes et plantains (SEBA) de la Société internationale des sciences horticoles (ISHS).

## Adhésion et structure organisationnelle
L'adhésion à ProMusa est ouvert à toute personne intéressée par la banane.
ProMusa est supervisée par un comité directeur composé du coordinateur ProMusa, du président et du vice-président de chacun des trois groupes de travail et de l'ISHS-SEBA, d'un représentant de MusaNet, réseau mondial des ressources génétiques  Musa et d'un représentant de chacun des quatre réseaux régionaux de Recherche et Développement sur la banane. 
Bioversity International assure le secrétariat de ProMusa.

## Principales activités
En alliance avec l'ISHS, ProMusa organise des colloques scientifiques et supervise l'élaboration d'un recueil, collaboratif et évalué par les pairs, des connaissances sur les bananes (Musapedia).
ProMusa publie également un bulletin d'information (InfoMus@) qui met en contexte les percées scientifiques sur la banane et met en lumière les informations et les événements pertinents .